# Csibi Krisztina
Csibi Krisztina (Bonyhád, 1975. június 27. –) magyar etnográfus, politikus, 2025-től országgyűlési képviselő (Fidesz).

## Élete
Csibi Krisztina Bonyhádon született 1975-ben, Kisdorogon nőtt fel. 1993-ban érettségizett a szekszárdi Garay János Gimnáziumban, majd öt évig óvónőként dolgozott a kisdorogi Német Nemzetiségi Napközi Otthonos Óvodában. 2004-ben a Pécsi Tudományegyetem Bölcsészettudományi Karán néprajz szakon szerzett diplomát, majd 2012-ig a bonyhádi Völgységi Múzeumban néprajzos muzeológusként, ezután 2014-ig Bonyhád Város Önkormányzatánál pályázatíróként és humán referensként dolgozott. 2014-ben lett a Magyarság Háza igazgatója Budapesten, az intézményt 2025-ig vezette. 2016-tól végezte doktori tanulmányait az Eötvös Loránd Tudományegyetem Történelemtudományi Doktori Iskolájában, ahol 2024-ben szerzett PhD-fokozatot.
1994-ben lett a Bukovinai Székelyek Országos Szövetségének vezetőségi tagja, majd 2011 és 2014 között a szövetség elnöke is volt. 2009-től 2016-ig a Muharay Elemér Népművészeti Szövetség elnökségi tagja is volt. 2024-ben tagja lett a Magyar Tudományos Akadémia köztestületének és a Magyar Néprajzi Társaságnak is.
2024 októberében elhunyt Potápi Árpád János nemzetpolitikáért felelős államtitkár, a Dombóvár központú Tolna vármegyei 2. számú választókerület országgyűlési képviselője, Bonyhád korábbi polgármestere, akinek Csibi sokáig közeli munkatársa volt. A Potápi halála miatt 2025. január 12-re kiírt dombóvári időközi választáson a Fidesz-KDNP Csibi Krisztinát indította, aki 33,5 százalékos részvétel mellett 63 százalékos eredménnyel, a második helyen 19 százalékkal végző Dúró Dórát legyőzve nyerte meg a választást. Február 24-én tette le képviselői esküjét, az Országgyűlésben a Nemzeti Összetartozás Bizottsága tagja lett.